# Rhaphidorrhynchium distantifolium
Rhaphidorrhynchium distantifolium är en bladmossart som beskrevs av Brotherus 1925. Rhaphidorrhynchium distantifolium ingår i släktet Rhaphidorrhynchium och familjen Sematophyllaceae. Inga underarter finns listade i Catalogue of Life.